# Chloroclystis gerberae
Chloroclystis gerberae là một loài bướm đêm trong họ Geometridae.